# Guðni Thorlacius Jóhannesson
Guðni Thorlacius Jóhannesson (Reikiavik, 26 de junio de 1968) es un político, politólogo, historiador y profesor islandés. Desde 2016 hasta 2024 ocupó el cargo de Presidente de Islandia.

## Biografía
Nació en la capital islandesa Reikiavik el 26 de junio de 1968. Se graduó en 1987 en el instituto Menntaskólinn í Reykjavík. Luego se trasladó a Inglaterra, donde en 1991 se licenció en Historia y Ciencias Políticas por la Universidad de Warwick, en 1997 volvió a su país y obtuvo una maestría en Historia por la Universidad de Islandia. Dos años más tarde completó una maestría en Educación de Historia en la Universidad de Oxford y en 2003 realizó un doctorado de la misma materia en la Queen Mary University (QMUL) de Londres.
Al finalizar sus estudios superiores, trabajó como profesor de la Bifröst University en Islandia y en la Universidad de Londres.
Seguidamente desde entonces, se ha desempeñado como catedrático de Historia en la Universidad de Islandia. Su campo de investigación de ha centrado en la moderna Historia de Islandia, de la cual ha publicado una serie de obras en las que incluye las luchas de las Guerras del Bacalao, la Crisis financiera en Islandia de 2008-2009 y la historia sobre la presidencia del país. También cabe destacar que ha escrito la biografía del que fue primer ministro Gunnar Thoroddsen y un libro sobre la presidencia de Kristján Eldjárn.[cita requerida]
| Predecesor: Ólafur Ragnar Grímsson | Presidente de Islandia 2016-2024 | Sucesor: Halla Tómasdóttir |